# Route 628 (Nouveau-Brunswick)
Pour les articles homonymes, voir Route 628.
La route 628 est une route locale du Nouveau-Brunswick située dans le centre-sud de la province, au nord de Fredericton, suivant la rivière Nashwaak, et suivant la route 8 de très près. Elle traverse une région plutôt boisée, mesure 23 kilomètres, et est pavée tout le long de son tracé.

## Tracé
La 628 débute au nord de Sandyville, sur la route 8, à l'ouest de la rivière Nashwaak. Elle commence par traverser cette rivière, puis elle bifurque vers le nord pour suivre cette rivière, sur la rive est. Elle traverse notamment Manzer, Nashwaak et Durham Bridge, où elle bifurque vers le nord avant le pont de Durham Bridge pour continuer de suivre la rivière. Elle se termine 7 kilomètres plus loin, sur la route 8, à Taymouth.
La 628 est parallèle à la route 8 sur toute sa longueur, qui est située de l'autre côté de la rivière. 

## Intersections principales
| route 628         |               |     |                                                     |                          |
| Comté             | Location      | km  | Intersection/Destinations                           | Notes                    |
| Comté d'York      | Sandyville    | 0   | R-8, Fredericton, Nashwaak Bridge                   | extrémité sud de la 628  |
| Comté d'York      |               | 1   | Traverse de la rivière Nashwaak                     |                          |
| Comté d'York      | Durham Bridge | ~15 | Chemin Lower Durham est, Lower Durham, Upper Durham |                          |
| Comté d'York      | Taymouth      | 23  | R-8, Fredericton, Doaktown, Miramichi               | extrémité nord de la 628 |
| Bleu: cours d'eau |               |     |                                                     |                          |